# Chiese
Chiese – rzeka w północnych Włoszech, przepływająca przez regiony Trydent-Górna Adyga oraz Lombardia. Ma 160 km długości.